# Hidrogeologija
Hidrogeologija je znanstvena disciplina koja proučava pojavu (režim), količinu, kretanje i obilježja podzemnih voda u geološkom okolišu. Dijeli se na hidrogeologiju nizinskih područja, u kojima prevladava primarna ili međuzrnska poroznost u stijenama i na hidrogeologiju krša, u kojemu prevladava sekundarna ili pukotinska (disolucijska) poroznost u stijenama. Hidrogeologija krša povezana je sa speleologijom. Izravnim otkrićem podzemnih vodenih tokova u speleološkim objektima mogu se uočiti obilježja stijena i podzemne vode u njima.

## Vanjske poveznice
- Krešić, Neven: Hydrogeology 101: Introduction to Groundwater Science and Engineering (engl.)  Arhivirana inačica izvorne stranice od 17. travnja 2023. (Wayback Machine) un-igrac.org. ISBN 979-8-218-06984-1